# Béatrix de Cusance
Béatrix de Cusance (27. prosince 1614, Belvoir – 5. června 1663, Besançon), baronka z Belvoir, byla druhou manželkou Karla IV., bývalého vládnoucího lotrinského vévody. Dopisovala si s básníkem Constantijnem Huygensem.

## Život
Narodila se jako druhé dítě Clauda-Françoise de Cusance (1590–1627), barona z Belvoir a Saint-Julien, důstojníka ve Španělském Nizozemí, a Ernestiny van Witthem (před 1588–1649), komtesy z Walhain a vikomtesy ze Sébourg.
Vyrůstala v Besançonu a u bruselského dvora Isabely Kláry Evženie, regentky Španělského Nizozemí. Po smrti svého bratra Cleriada de Cusance v roce 1635 zdědila Belvoir a Saint-Julien.
V roce 1634 se stala milenkou Karla IV. Lotrinského, který byl v té době v službách Španělska. Aby zabránila skandálu, zařídila jí matka sňatek s Leopoldem-Eugènem Perrenot de Granvellem, knížetem z Cantecroix (1615–1637), za kterého se v 1635 provdala. 9. dubna 1637, devět dní po smrti prvního manžela, podepsala manželskou smlouvu s Karlem IV. Šest měsíců po obřadu porodila chlapce, kterého Karel uznal za svého.
Béatrix Karla doprovázela na vojenská tažení, přes šaty nosila oblečenou zbroj.
Karlovo manželství s Béatrix neuznávala katolická církev za platné, protože neschvalovala jeho rozvod s Nikol. Pár se rozešel v roce 1642 po své exkomunikaci; předtím Béatrix v roce 1639 porodila dceru Annu, kterou Karel uznal za svou. Přestože byla exkomunikace v roce 1645 zrušena, páru bylo nařízeno zůstat od sebe, dokud nebude záležitost vyřešena katolickou církví.
Béatrix žila v Bruselu, kde jako z hlavních městských společenských osobností hostila salon a zařizovala koncerty. V roce 1652 se seznámila s Constantijnem Huygensem, který jí věnoval část svých prací a se kterým si dopisovala. V letech 1652–1660 žila na několika místech ve Španělském Nizozemí. Je popisována jako duchaplná kráska a papež Alexandr VII. o ní mluvil jako o nejkrásnější ženě století.
V roce 1654 byl Karel IV. zajat ve Španělsku. Když se v roce 1659 vrátil do Lotrinska, Béatrix opustila Nizozemí a připojila se k němu. On ji však nechtěl vidět a tak vztah neobnovili.
Více než 20 let po jejich rozchodu, 20. května 1663, se Karel s Béatrix de Cusance podruhé oženil, aby umožnil legitimaci jejich dětí. Několik týdnů po tomto druhém sňatku, 5. června 1663, Béatrix ve věku 48 let zemřela.

## Potomci
- Beatrix de Granvelle (1636–?)
- Josef Lotrinský (1637–1638)
- Anna Lotrinská (23. srpna 1639 – 19. února 1720), ⚭ 1660 František Marie, kníže z Lillebonne (4. dubna 1624 – 19. ledna 1694)
- Karel Jindřich Lotrinský (17. dubna 1649 – 14. ledna 1723), kníže z Commercy, ⚭ 1669 Anna Alžběta Lotrinská (6. srpna 1649 – 5. srpna 1714)